# Cuantificator universal
Cuantificatorul universal este un tip de cuantificator din logica matematică, care indică faptul că o anumită propoziție logică este adevărată pentru toate elementele dintr-o anumită mulțime (domeniul de discurs). În esență, simbolul ∀ (cunoscut ca „pentru orice”, „pentru toți” sau „oricare ar fi”) este folosit pentru a exprima că o proprietate se aplică fiecărui element al mulțimii.

## Exemple
1. Dacă vrem să spunem că pentru toate numerele naturale {\displaystyle n}, {\displaystyle 2\cdot n=n+n}, putem scrie: {\displaystyle \forall n\in \mathbb {N} ,\ 2\cdot n=n+n}. Aceasta înseamnă că propoziția este adevărată pentru fiecare număr natural.
2. Dacă spunem că „toate numerele naturale sunt mai mari decât -1”, scriem: {\displaystyle \forall n\in \mathbb {N} ,\ n>-1}. Aici, propoziția este adevărată pentru orice valoare a lui n din mulțimea numerelor naturale.

## Negarea cuantificării universale
Pentru a nega o propoziție care folosește cuantificatorul universal, schimbăm ∀ în ∃ („există cel puțin unul”) și negăm propoziția. De exemplu:
- Dacă {\displaystyle \forall n\in \mathbb {N} ,\ n>0} este fals, atunci negarea sa ar fi {\displaystyle \exists n\in \mathbb {N} ,\ n\leq 0}, adică există cel puțin un număr natural care nu este mai mare decât 0.

## Reguli de inferență
- Instanțiere universală: Dacă o propoziție este adevărată pentru toate elementele, atunci este adevărată și pentru un element arbitrar.
- Generalizare universală: Dacă o propoziție este adevărată pentru un element arbitrar al mulțimii, atunci este adevărată pentru toate elementele mulțimii.

## Notă
Cuantificarea universală este importantă deoarece permite exprimarea de afirmații generale într-o formă precisă și riguroasă.